# Blerim Džemaili
Blerim Džemaili - em macedônio, Блерим Џемаили (Tetovo, 12 de abril de 1986) - é um ex-futebolista macedônio naturalizado suíço que atuava como meio-campista.
O jogador tem origem albanesa, em cuja língua seu nome seria grafado Blerim Xhemajli. Convive na seleção suíça com outros jogadores de origens albano-iugoslavas - casos de Valon Behrami e Xherdan Shaqiri (nascidos no Kosovo), Granit Xhaka (nascido na Suíça, mas de origem kosovar-albanesa) e Admir Mehmedi (também nascido na Macedônia do Norte).

## Carreira
Na Copa do Mundo FIFA de 2014, destacou-se por um gol marcado sobre a França e por quase empatar no último lance da partida contra a Argentina.

## Títulos
Napoli
- Copa da Itália: 2011-12
- Copa da Itália: 2013-14